# Hal Hartley
Hal Hartley, född 3 november 1959 i Lindenhurst, Long Island, New York, är en amerikansk regissör, manusförfattare, producent och kompositör. 
Hartley blev en uppmärksammad person inom independentfilmrörelsen på 80- och 90-talet med filmer som Trust (1990), Flirt (1995) och Henry Fool (1997). För Henry Fool vann Hartley pris för bästa manus vid Filmfestivalen i Cannes 1998.
Hartley återanvänder ofta samma skådespelare till sina filmer. Några han ofta återkommer till är Robert John Burke, Martin Donovan, Edie Falco, Elina Löwensohn, Parker Posey och James Urbaniak.

## Filmografi i urval
- 1989 – The Unbelievable Truth
- 1990 – Trust
- 1991 – Ambition
- 1991 – Theory of Achievemen
- 1991 – Surviving Desire
- 1992 – Begär, besvär och enkla män
- 1994 – Amatör
- 1995 – Flirt
- 1997 – Henry Fool
- 1998 – The Book of Life
- 2001 – No Such Thing
- 2005 – The Girl From Monday
- 2006 – Fay Grim
- 2011 – Meanwhile
- 2014 – Ned Rifle